# 埃里克·布鲁尔 (冰球运动员)
埃里克·布鲁尔（英語：Eric Brewer，1979年4月17日—），加拿大男子冰球运动员，场上位置是后卫。他曾代表加拿大国家队参加2002年冬季奥林匹克运动会冰球比赛，获得一枚金牌。